# 平壌地下鉄千里馬線
千里馬線（チョルリマせん）は、朝鮮民主主義人民共和国平壌市の地下鉄路線。路線延長は約20km。

## 概説
朝鮮半島では最初に開業した地下鉄路線である。正式路線名は千里馬線（赤い星駅 - 烽火駅間）と万景台線（烽火駅 - 復興駅間）に分かれるが、両路線とも一体的に運行されている。
革命を描いた壁画に彩られ、特に万景台線区間の駅である復興駅・栄光駅は様々な石材やシャンデリアを使った豪華な内装が特徴的である。また戦時の核シェルターを兼ねるためか、地中深く（地下約105mとも云われる）に駅が存在する。
外国人観光客はかつて復興駅 - 栄光駅間しか乗車が許されていなかったが、2015年秋に平壌地下鉄が外国人観光客にも開放されたため、現在ではその先へ行くことも可能となっている。
将来は、革新線光復駅 - 千里馬線復興駅間に新線を建設するという構想がある。当初計画では、烽火駅から平壌市内を流れる大同江の下をくぐり南進することとされていたが、1971年に烽火駅付近で発生したトンネル崩落事故（死者100人超）の影響で断念され、現行の西進して復興駅へ向かう経路となったとされる。なお大同江トンネル計画は2000年にも取り上げられ、この時は東平壌への延伸が計画されたが、その後の進展はない。このほか1980年代には平城市への延伸計画も存在したが、試掘の結果技術的な限界にぶつかり断念したとされる。

## 歴史
- 1960年代：建設開始。
- 1973年9月6日：烽火駅 - 赤い星駅間が開業。
- 1987年4月10日：復興駅 - 烽火駅間が開業。
- 2016年1月1日：新型車両100型が運行を開始。
- 2019年5月1日：凱旋駅のリニューアル完了。
- 2019年以降：戦友駅と統一駅のリニューアルが完了。
- 2024年7月 - 8月：統一駅を牡丹峰駅へ改称。

## 駅一覧
- 駅所在地は全線平壌市内。

| 線籍上の路線名 | 駅名     | 駅名                          | 接続路線                                       | 所在地   |
| 線籍上の路線名 | 日本語   | 朝鮮語                        | 接続路線                                       | 所在地   |
| -------------- | -------- | ----------------------------- | ---------------------------------------------- | -------- |
| 万景台線       | 復興駅   | 부흥역                        |                                                | 平川区域 |
| 万景台線       | 栄光駅   | 영광역                        | 北朝鮮鉄道省：平義線・平釜線・平南線（平壌駅） | 中区域   |
| 万景台線       | 烽火駅   | 봉화역                        |                                                | 中区域   |
| 千里馬線       | 烽火駅   | 봉화역                        |                                                | 中区域   |
| 勝利駅         | 승리역   |                               |                                                | 中区域   |
| 牡丹峰駅       | 모란봉역 |                               |                                                | 中区域   |
| 凱旋駅         | 개선역   |                               | 牡丹峰区域                                     |          |
| 戦友駅         | 전우역   | 平壌地下鉄：●革新線（戦勝駅） | 牡丹峰区域                                     |          |
| 赤い星駅       | 붉은별역 |                               | 大城区域                                       |          |

駅名は革命にちなんだものであり、どこの地区に存在しているか判別できない。概ね、市街の西から平壌駅を経由し、市街を南北に縦断し北郊に抜けている。

## 車両基地
千里馬線の車両基地は赤い星駅の北側にある。